# Lemnalia crassicaulis
Lemnalia crassicaulis is een zachte koraalsoort uit de familie Nephtheidae. De koraalsoort komt uit het geslacht Lemnalia. Lemnalia crassicaulis werd in 1969 voor het eerst wetenschappelijk beschreven door Verseveldt. 